# Садыбакасов, Кемель Аманович
Кемель Аманович Садыбакасов (кирг. Кемел Аманович Садыбакасов; 24 декабря 1924, Кемин, Пишпекский уезд, Кара-Киргизская АО, РСФСР, СССР — 1982, Быстровка, Киргизская ССР, СССР) — советский киргизский политический деятель. Первый секретарь Тянь-Шаньского обкома КП Киргизии (1960—1962).

## Биография
Родился 24 декабря 1924 в Кемине (ныне — в Чуйской области).
Участник Великой Отечественной войны. Служил старшим разведчиком управления 2-го дивизиона 279-го легкого гвардейского артиллерийского полка 23-й гвардейской легкой артиллерийской бригады 5-й артиллерийской дивизии Резерва главного командования. Воевал на Центральном, 1-м Белорусском фронтах.
Член ВКП(б) с 1944 года.
В 1948—1950 — на комсомольской работе в Оше, в 1950—1954 — сотрудник ЦК ЛКСМ Киргизии.
С 1956 года на партийной работе в Тянь-Шаньской области, в 1956—1960 — секретарь районных комитетов партии.
В 1963—1964 — работал на разных должностях в Тянь-Шаньском областном совете.
В 1946—1948 и 1954—1956 учился в Высшей партийной школе при ЦК КПСС в Москве.
С 1960 по декабрь 1962 — первый секретарь Тянь-Шаньского обкома КП Киргизии.
С января 1963 по декабрь 1964 — председатель Ошского промышленного облисполкома. 
С 10 февраля 1965 по 3 марта 1966 — начальник Центрального статистического управления при Совете министров Киргизской ССР.
В 1966—1970 годы — начальник Управления птицеводческой промышленности Киргизской ССР.
Депутат Верховного Совета СССР VI созыва.

## Награды
- Орден Красной Звезды
- Орден Отечественной войны 2-й степени
- Орден Славы 2-й и 3-й степени
- Орден «Знак Почёта»
- Медаль «За освобождение Варшавы»
- Медаль «За взятие Берлина»
- Медаль «За победу над Германией в Великой Отечественной войне 1941-1945 гг.»